# مگومی سکی
مگومی سکی (انگلیسی: Megumi Seki؛ زادهٔ ۸ سپتامبر ۱۹۸۵) بازیگر اهل ژاپن است.
از فیلم‌ها یا برنامه‌های تلویزیونی که وی در آن نقش داشته‌است می‌توان به شمشیر ناامیدی، دفتر مرگ اشاره کرد.